# 고덕로 (서울)
고덕로(高德路, Godeok-ro)는 서울특별시 강동구 암사동 토끼굴 입구에서 강일동 강일리버파크 10단지 아파트를 잇는 왕복 4차선 도로이다.

## 역사
- 1984년 11월 7일 : 고덕동길로 정해졌다(4.9 km).
- 1985년 9월 1일 : 종점이 현 강일리버파크 10단지 아파트에서 현 상일동역사거리로 단축되었다(4.0 km).
- 2009년 7월 10일 : 고덕동길에서 고덕로로 변경, 종점이 상일동역사거리에서 강일리버파크 10단지 아파트로 연장되었다(4.9 km).

## 노선 경로
서울특별시 강동구
토끼굴 입구 - 선사사거리 - 고덕역 - 상일동역 - 상일동역사거리 - 강일역 - 미사강변남로 직결

## 주요 건물 및 시설
- 신암중학교 - 서울특별시 강동구 고덕로 65
- 암사3동 주민센터 - 서울특별시 강동구 고덕로 137
- 서울종합직업전문학교 - 서울특별시 강동구 고덕로 183
- 배재고등학교 - 서울특별시 강동구 고덕로 227
- 이마트 고덕점 (구. 해태백화점) - 서울특별시 강동구 고덕로 276
- 강일중학교 - 서울특별시 강동구 고덕로27길 12
- 강일리버파크 10단지 아파트 - 서울특별시 강동구 고덕로97길 20